# 4400 Багряна
(4400) Багряна (на английски: Bagryana) е астероид от главния астероиден пояс.
Открит е от Владимир Шкодров и Виолета Иванова в Националната астрономическа обсерватория на връх Рожен (в Родопите) на 24 август 1985 г.
Носи името на поетесата Елисавета Багряна, която била голяма почитателка на астрономията.